# ایوین هنسن
ایوین هنسن (دانمارکی: Ejvind Hansen; ۲۸ ژوئیهٔ ۱۹۲۴ – ۱۹ دسامبر ۱۹۹۶) قایقران کانو اهل دانمارک بود.